# Géographie de l'Australie-Méridionale
La géographie de l'Australie-Méridionale concerne la géographie de la partie centrale du sud du continent australien. L'Australie-Méridionale est l'un des six États de l'Australie. Elle est limitée à l'ouest par l'Australie-Occidentale, au nord par le Territoire du Nord et le Queensland, à l'est par le Queensland, la Nouvelle-Galles du Sud et le Victoria. Elle est bordée sur sa côte sud par la Grande baie australienne et l'océan Indien, appelé localement océan Austral.
Le nord et l'ouest de l'État sont extrêmement arides, alors que le centre, occupé partiellement par le lac Eyre et le lac Torrens, sont des lacs salés le plus souvent à sec. Toutes ces régions arides sont très peu peuplées, comprenant de nombreuses stations de gros bétail, d'importantes zones protégées (comme le parc national du lac Eyre) ou des terres restituées aux Aborigènes. Les seules routes importantes de ces régions sont la Stuart Highway qui va vers le Territoire du Nord à partir de Port Augusta, l’Eyre Highway traversant la plaine de Nullarbor vers l'Australie-Occidentale, et la Barrier Highway vers Broken Hill en Nouvelle-Galles du Sud. Cette région est traversée par deux lignes de chemins de fer: d'ouest en est la Trans-Australian Railway et la Central Australia Railway vers le nord.
Le littoral est formé de falaises dans la partie ouest de la Grande baie australienne et est moins accidenté au niveau du golfe Spencer et du golfe Saint-Vincent (séparés par la péninsule de Yorke), la péninsule Fleurieu, Encounter Bay et le Coorong.
Le point culminant de l'État est le mont Woodroffe à 1 435 mètres dans les monts Musgrave au nord-ouest de l'État. La principale chaîne est l'ensemble de la chaîne du Mont-Lofty et la chaîne de Flinders qui s'étend sur environ 800 km de la péninsule Fleurieu le long de la côte orientale du golfe Saint-Vincent jusqu'au nord du golfe Spencer.
Les régions arides du nord sont séparées de la zone plus fertile du sud-est par la ligne de Goyder, définie dans les années 1860, et qui s'est avérée être une frontière remarquablement précise de la zone où on peut pratiquer l'agriculture durable.
L'Australie-Méridionale abrite trois déserts : le Grand désert de Victoria, le désert Strzelecki et le désert de pierres de Sturt.
À l'Est de la chaîne du mont Lofty, le Murray coule vers l'ouest venant de Nouvelle-Galles du Sud et du Victoria, puis tourne vers le sud à proximité de la chaîne.

## Climat

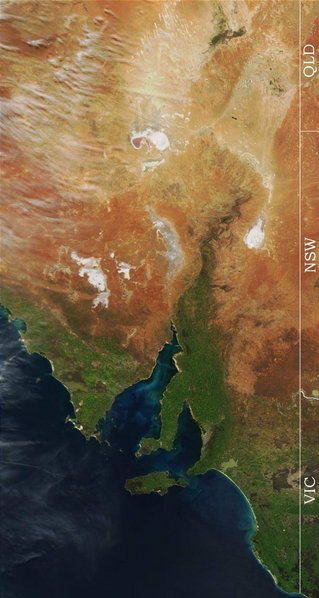
Photo Satellite de Eastern South Australia, les couleurs indiquant les zones de végétation.

La température moyenne de l'État varie de 29 °C en janvier à 15 °C en juillet. Les températures quotidiennes dans certaines parties de l'État en janvier et février peuvent atteindre 48 °C. La température maximale de 50,7 °C a été enregistrée à Oodnadatta le 2 janvier 1960. C'est aussi le record officiel pour l'ensemble de l'Australie. La plus basse température enregistrée a été de −8,2 °C à Yongala le 20 juillet 1976.

## Références

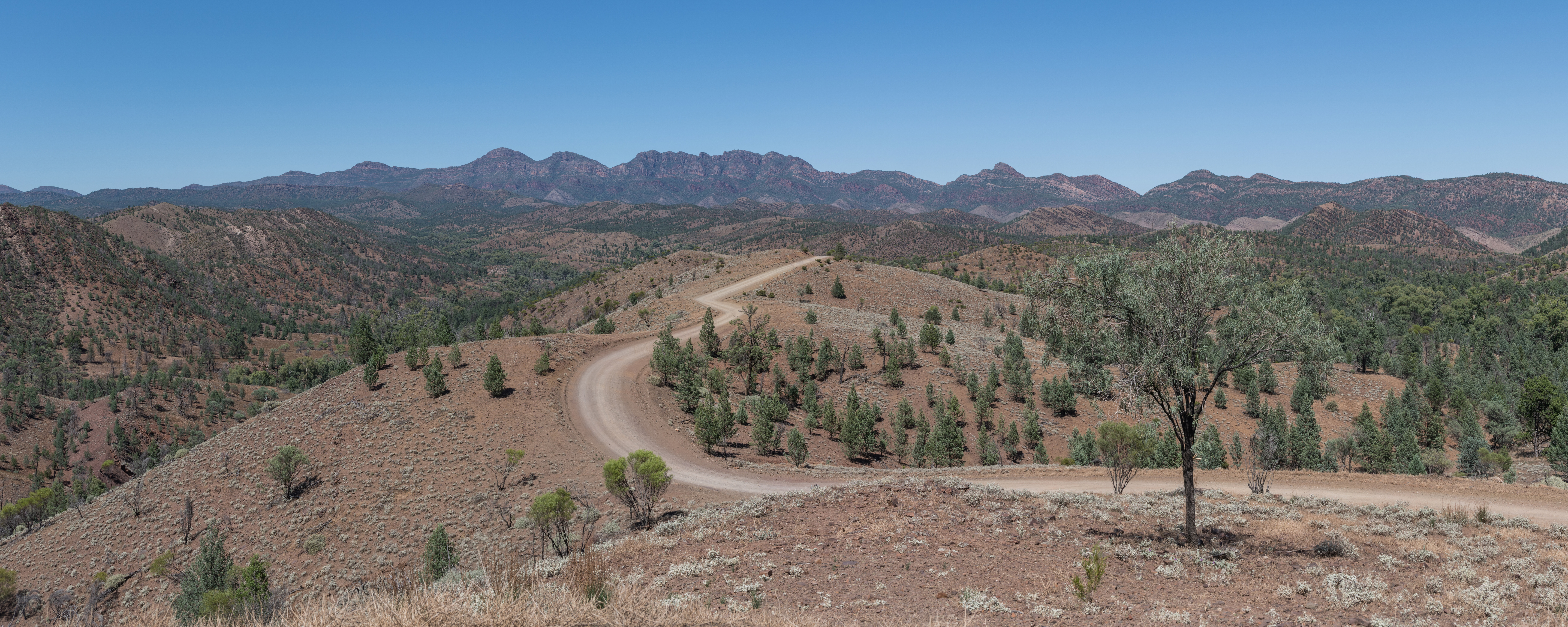
Quelque part dans le Ikara–Flinders Ranges National Park en Australie-Méridionale. Février 2023.